# Jean De Candida
Jean De Candida, pseudonimo di Giovanni Filangièri di Candida (1445 – 1510), è stato un medaglista e diplomatico italiano.

## Biografia
Tra le numerose attività, Jean De Candida fu anche diplomatico ed ebbe vita avventurosa ed errabonda.
Dal 1472 al 1477 lavorò per conto di Carlo il Temerario, successivamente passò al servizio di Massimiliano d'Austria, poi di Luigi XI di Francia, e Luigi XII di Francia. Sotto Luigi XII e forse sino al regno di Francesco I di Francia gli furono affidate parecchie missioni in Italia.
Infatti soggiornò a Venezia, a Roma, a Napoli e anche nelle Fiandre.
Tra un'ambasciata e un'altra modellava per suo diletto i profili dei personaggi celebri e ignoti con cui veniva a contatto.
In medaglie di nitida e squisita fattura che si richiamano stilisticamente sia alla scuola di Mantova (Bartolomeo Melioli, Cristoforo di Geremia, Lisippo), che a quella fiorentina, contribuì ad introdurre in Francia il gusto rinascimentale italiano.
Lasciò, tra le altre, l'effigie di Carlo il Temerario, del Gran Bastardo di Borgognia, di Jean Le Tourmeur, di Luisa di Savoia, di Maria di Borgogna, di Antonio di Borgogna, di Massimiliano d'Austria, di Margherita d'Angoulême, ecc.

## Medaglie
- Carlo il Temerario;
- Gran Bastardo di Borgognia;
- Jean Le Tourmeur;
- Luisa di Savoia;
- Antonio di Borgogna;
- Maria di Borgogna;
- Massimiliano d'Austria
- Margherita d'Angoulême.